# 2018 في ماليزيا
فيما يلي قوائم الأحداث التي وقعت خلال عام 2018 في ماليزيا.

## سياسة

### تعيين في المنصب
- 10 مايو – مهاتير محمد رئيس وزراء ماليزيا.

### انتهاء فترة المنصب
- 10 مايو – نجيب تون عبد الرزاق رئيس وزراء ماليزيا.

## رياضة
- 25 مارس – طواف لانكاوي 2018 الفائزون ألفارو دوارتي، أندريا جوارديني، ويلير تريستينا-سيل إيطاليا 2018  [لغات أخرى]‏، بنيامين ديبول، أرتيوم أوفتشكين، Łukasz Owsian [الإنجليزية]‏.

## وفيات

### مايو
- 23 مايو – غلين إدواردز (مواليد 1931) ممثل بريطاني.